# ハリケーン・ミルトン
ハリケーン・ミルトンは、2024年に10月にアメリカ合衆国フロリダ州に上陸した大型ハリケーン。横断して大きな被害を出した。

## 概要
発生、発達
ハリケーン・ミルトンは、メキシコ湾で発生してアメリカ南部に向けて移動。2024年10月7日にサファ・シンプソン・ハリケーン・ウィンド・スケールでいうカテゴリー5に発達。アメリカ南部は前月にハリケーン・へリーンにより、過去50年で2番目に多い235人以上の犠牲者を出したこともあり、早々に北部へ避難する住民が現れるなど危機感が強まった。
コンピューターモデルの予測を踏まえた専門家の意見では、ミルトンはフロリダ州に接近する際に大型となりに発達し、広範囲にわたって影響をもたらす可能性が高いと指摘。フロリダ州のデサンティス知事は51郡で非常事態を宣言。高潮や停電の被害に対する警戒を強めた。
上陸
同年10月9日夜、フロリダ州西海岸のシエスタキー付近に上陸。この頃には若干勢力が衰えてカテゴリー3となっていたが各地に集中豪雨や竜巻、強風による被害をもたらした。同年10月10日未明に大西洋側へ抜けて温帯低気圧となった。

## 被害
CNNは少なくとも13人が死亡と報じ、一方、BBCは少なくとも16人が死亡と報じた 。
強風などでフロリダ州内約340万世帯で停電。セントルーシー郡では、90分間に12回前後の竜巻が確認され郡内で6人が死亡した。
州中部セントピータースバーグではトロピカーナ・フィールド（ドーム球場）の屋根が強風で崩壊。球場において死傷者は出なかったものの使用不能な状態となった。
このほか中部東岸のヴォルシア郡でも死傷者を伴う被害が発生。フロリダ州内では少なくとも16人が死亡した、とBBCが報じた。